# Трусоов знак латентне тетаније
Трусоов знак латентне тетаније је медицински знак који се примећује код пацијената са ниским нивоом калцијума у организму. Од 1% до 4% здравих пацијената биће позитивно тестирано на Трусоов знак латентне тетаније. Овај знак може бити позитиван пре других манифестација хипокалцемије као што су хиперрефлексија и тетанија, стога се генерално сматра осетљивијим (94%) од Хвостековог знака (29%) за хипокалцемију. Овај знак се такође може приметити као симптом синдрома хипервентилације као резултат смањења нивоа калцијума у крви изазваног хипокапнијом.

## Етимологија
Знак је добио име по француском лекару Арману Трусоу, који је описао овај феномен 1861. године. Овај знак треба разликовати од Трусоовог знака малигнитета, који је врста абнормалног крвног угрушка код одређених врста рака.

## Клинича примена
Трусоов знак латентне тетаније је један од знакова смањеног калцијума у крви где се мишићи у руци контрахују када је брахијална артерија која снабдева подручје руке зачепљена. Трусоов знак латентне тетаније се такође генерално јавља раније од Хвостековог знака и прецизнији је предиктор хипокалцемије (јер је позитиван код 94% особа са хипокалцемијом) што омогућава клиничарима да раније препознају ово стање.

## Начин извођења
Да би се изазвао Трусоов знак латентне тетаније, користи се манжетна за мерење крвног притиска која се ставља око руке и надувава до притиска већег од систолног крвног притиска и држи на том нивоу 3 минута. Манжетна под притиском ће зачепити брахијалну артерију, и нарушити проток крви, што код хипокалцемичног пацијента изазива накнадну неуромускуларну раздражљивост која доводи до   спазам мишића шаке и подлактице. Зглобови ручног зглоба и метакарпофалангеални зглобови се флексирају, дип и пип зглобови се истежу, а прсти се аддукују. Знак је такође познат као  „рука акушера“ јер наводно подсећа на положај руке акушера при порођају бебе.